# Білі Єзьоркі
Білі Єзьоркі (пол. Białe Jeziorki) — село в Польщі, у гміні Дубенінки Ґолдапського повіту Вармінсько-Мазурського воєводства.
Населення — 43 особи (2011).
У 1975-1998 роках село належало до Сувальського воєводства.

## Демографія
Демографічна структура станом на 31 березня 2011 року:
|          | Загалом | Допрацездатний вік | Працездатний вік | Постпрацездатний вік |
| -------- | ------- | ------------------ | ---------------- | -------------------- |
| Чоловіки | 16      | 4                  | 10               | 2                    |
| Жінки    | 27      | 10                 | 10               | 7                    |
| Разом    | 43      | 14                 | 20               | 9                    |